# James Mackintosh
James Mackinstosh (Inverness, 24 de outubro de 1765 – Londres, 30 de maio de 1832) foi um jurista, político e historiador escocês. Os seus interesses e estudos abraçaram muitas áreas:  jornalista, juiz, administrador, professor, filósofo, político, médico e advogado.
O seu Vindiciae Gallicae, defendendo a Revolução Francesa, foi a sua primeira grande publicação. Os excessos cometidos pelos revolucionários franceses (como os massacres de Setembro de 1792) levaram-no anos mais tarde a opôr-se-lhes, e concordar com Edmund Burke.

## Biografia
Mackintosh nasceu em Aldourie, perto de Inverness. Ambos os seus pais pertenceram a velhas famílias dos Highlands. A sua mãe faleceu quando ele era criança, e seu pai estava frequentemente ausente, pelo que foi educado e criado pela sua avó, sendo mais tarde colocado na academia Fortrose Seminary.
Em 1780 foi para o King's College, na Universidade de Aberdeen, onde fez amizade com Robert Hall. Em 1784 iniciou os seus estudos em medicina na Universidade de Edimburgo, onde se licenciou em 1797.
Em 1788 mudou-se para Londres, agitada pelo julgamento de Warren Hastings. Mackintosh estava muito mais interessado nesses e outros eventos políticos do que nas suas perpectivas profissionais; e especialmente interessado nos eventos e tendências que causaram ou precederam a Revolução Francesa.

## Livros
- 1791 - Vindiciæ Gallicæ.

- 1830 - Dissertation on Ethical Philosophy.

- 1831 - História da Inglaterra - contributo a Lardner’s Cabinet Cyclopaedia

- 1834 - Causas da Revolução de 1688. (iniciou em 1811-2, não terminado, editado por William Wallace após a morte de Mackintosh).

- 1846 - Obra Completa